# Recreational Equipment, Inc.
Pour les articles homonymes, voir REI (homonymie).
 (septembre 2024).
Si vous disposez d'ouvrages ou d'articles de référence ou si vous connaissez des sites web de qualité traitant du thème abordé ici, merci de compléter l'article en donnant les références utiles à sa vérifiabilité et en les liant à la section « Notes et références ».
Recreational Equipment, Inc. (REI) est une coopérative de consommation américaine vendant des produits d'équipement pour les sports de pleine nature par catalogue, par internet et dans plus de 140 magasins aux États-Unis, répartis dans 33 États.
Lloyd et Mary Anderson ont créé REI (Recreational Equipment, Inc.) à Seattle, dans l'État de Washington (États-Unis) en 1938.
Le classement Fortune de 2012 place REI à la huitième position.